# Damir Vrančić
Damir Vrančić est un footballeur international bosnien, né le 4 octobre 1985 à Slavonski Brod en Yougoslavie (aujourd'hui en Croatie). Il évolue au poste de milieu défensif. Il est le grand frère de Mario Vrančić.

## Palmarès
- Eintracht Brunswick
  - Vainqueur de la 3.Liga en 2011.

## Statistiques
| Saison    | Club                 | Pays              | Championnat        | Coupes nationales | Coupes d'Europe | Bosnie-Herzégovine |
| --------- | -------------------- | ----------------- | ------------------ | ----------------- | --------------- | ------------------ |
| 2004-2005 | FSV Mayence 05 II    | Regionalliga Süd  | 14 matchs / 1 but  | -                 | -               | -                  |
| 2005-2006 | FSV Mayence 05 II    | Regionalliga Süd  | 4 matchs           | -                 | -               | -                  |
| 2006-2007 | FSV Mayence 05       | Bundesliga        | 7 matchs           | -                 | -               | -                  |
| 2007-2008 | FSV Mayence 05       | 2.Bundesliga      | 17 matchs / 2 buts | 1 match           | -               | -                  |
| 2008-2009 | Borussia Dortmund II | Regionalliga West | 30 matchs / 7 buts | -                 | -               | -                  |
| 2009-2010 | Eintracht Brunswick  | 3.Liga            | 19 matchs / 1 but  | -                 | -               | -                  |
| 2010-2011 | Eintracht Brunswick  | 3.Liga            | 30 matchs / 6 buts | 1 match           | -               | -                  |
| 2011-2012 | Eintracht Brunswick  | 2.Bundesliga      | 30 matchs / 3 buts | 1 match           | -               | 2 matchs           |
| 2012-2013 | Eintracht Brunswick  | 2.Bundesliga      | 14 matchs          | 1 match           | -               | 2 matchs           |

Dernière mise à jour le 4 janvier 2013